# Drabinkowy układ nerwowy
Drabinkowy układ nerwowy – po raz pierwszy pojawił się u pierścienic. Zbudowany jest z zwojów nadgardzielowych, obrączki okołoprzełykowej, zwojów podgardzielowych i nerwowego łańcuszka brzusznego. Nerwowy łańcuszek b. składa się z pary zwojów segmentalnych (po jednej parze w każdym segmencie) oraz spoideł podłużnych (konektyw) i spoideł poprzecznych(komisur).